# Eija-Liisa Ahtila
Eija-Liisa Ahtila, född 1959 i Tavastehus i Finland, är en videokonstnär, regissör och fotograf, och en av Nordens internationellt mest uppmärksammade samtidskonstnärer. Ahtila slog igenom  på 1990-talet. Åren 2007–2010 var hon professor vid Bildkonstakademi i Helsingfors. Hon lever och verkar i Helsingfors.

## Biografi
Eija-Liisa Ahtila har studerat vid Fria konstskolan, Helsingfors universitet, London College of Printing, University of California, Los Angeles och American Film Institute i Los Angeles. Hon har deltagit i utställningar och på filmfestivaler i Finland och runtom i världen från och med 1986. I sin konstnärliga praktik använder hon sig främst av foto, video och film som presenterats i installationsform och som performances. Verken behandlar ofta identitet och i dem ifrågasätter hon filmspråkets konventioner och experimenterar ofta med det traditionella berättandet. Hennes genombrottsfilm If 6 was 9 är från 1995.
1998 var hon med på andra upplagan av Manifesta. Som första finländska bildkonstnär belönades hon vid Venedigbiennalen 1999 med motiveringen att hon "bevisat videokonstens och filmens betydelse som ett strategiskt och kritiskt redskap samt analyserat individuella och sociala ritualer".
Ahtila var Årets unga konstnär i Finland 1990 och har därefter erhållit flera andra utmärkelser och stipendier. Bland annat var hon en av två konstnärer som 2006 erhöll Artes Mundi, ett av världens största bildkonstpriser och 2008 tilldelades hon Prins Eugen-medaljen. Ahtila har haft separatutställningar på bland annat Museum of Modern Art i New York och Tate Modern i London. 2001 satt hon i juryn för spelfilm under Venedigs filmfestival.

## Verk (i urval)
- 1993 – trilogin Me/We, Okay, and Gray, där varje film är 90 sekunder var, visades separat som trailers på biografer, TV och som reklamavbrott på konstgallerier.
- 1995 – If 6 was 9
- 1996 – ID
- 1997 – Tänään (Today)
- 1999 – Cinéma–Cinéma
- 1999 – Consolation Service
- 2002 – The House
- 2006 – The Hour of Prayer
- 2007 – Fishermen (Études no. 1)
- 2009 – Where is Where?
- 2010 – The Annunciation
- 2011 – Horizontal